# 다지기

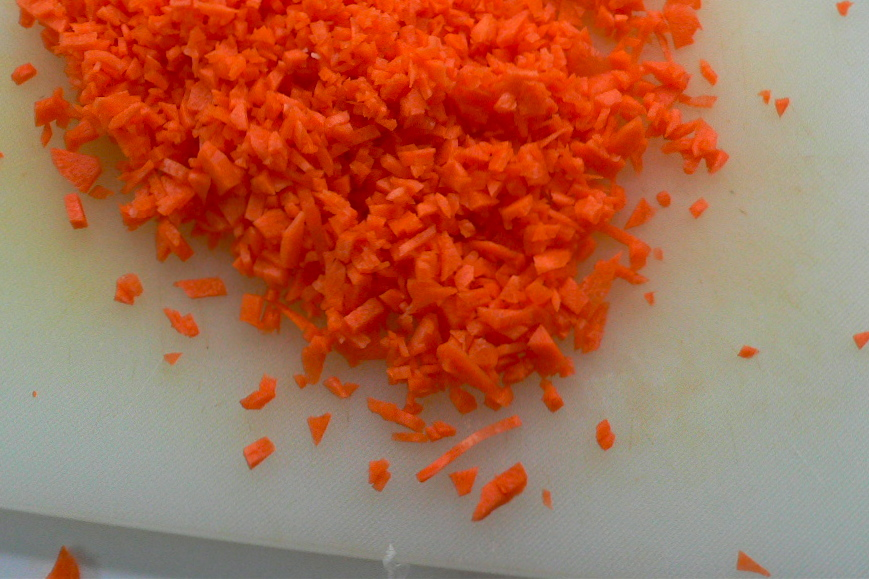
다진 당근

다지기는 고기나 채소 등 식자재를 여러 번 칼질하여 잘게 만드는 것이다.

## 같이 보기
- 다진 고기
- 채썰기